# Strijkkwartet nr. 4 (Carter)
Elliott Carter voltooide zijn Strijkkwartet nr. 4 in 1986.
Qua uiterlijk keerde Carter met dit strijkkwartet terug naar een klassieke opzet; het bestaat uit vier delen:
I: Appassionato
II: Scherzando (stesso tempo)
III: Lento (stesso tempo)
IV:Presto.
Qua inhoud staat het kwartet verder af van het klassieke model als nooit tevoren. De aparte stemmen van viool, altviool en cello zijn moeilijker te volgen dan in zijn eerdere kwartetten, terwijl dat in strijkkwartet nr. 3 al haast onmogelijk was. Het is een strijkkwartet voor muziektheoretici geworden. Carter voerde in dit kwartet een nieuwe variant op; rustige, haast stilstaande passages. Het bevat ook meer dissonanten dan haar voorgangers
Het stuk werd gecomponeerd op verzoek van het (American) Composers String Quartet dat op 17 september 1986 ook de eerste uitvoering gaf, in Miami.

## Discografie
- Uitgave Naxos: Pacifica Quartet;
- Uitgave Etcetera: Arditti String Quartet

## Bron
- de compact disc
- Boosey and Hawkes voor premièredatum